# Saí-canário
Thlypopsis sordida, conhecido popularmente como saí-canário é uma espécie de ave da familia Thraupidae, nativa do norte e do centro da América do Sul.

## Taxonomia e etimologia

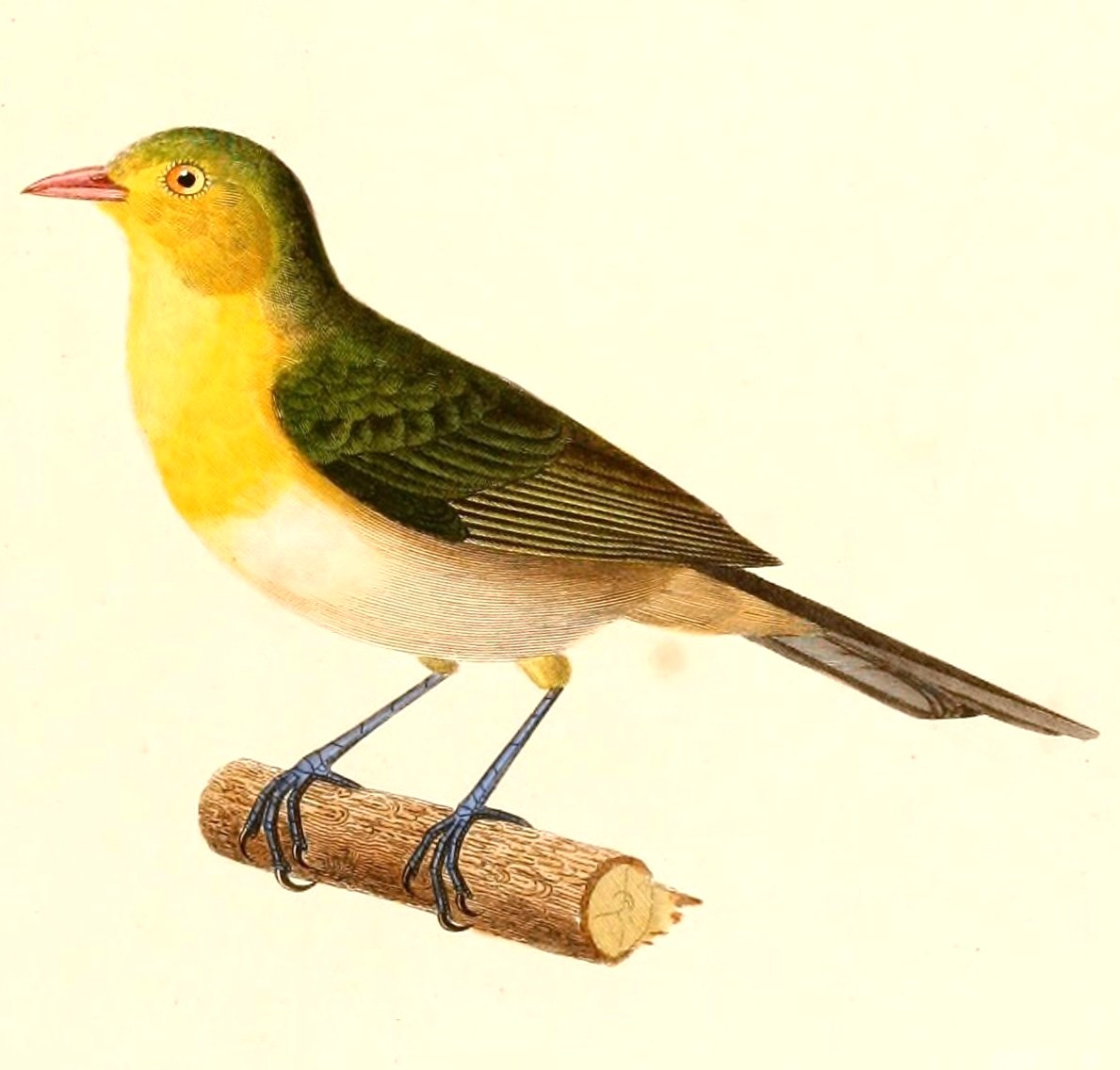
Nemosia sordida, ilustração em d'Orbigny Voyage dans l'Amérique méridionale, 1847.

O saí-canário foi descrito pela primeira vez em 1837 pelos naturalistas franceses Alcide d'Orbigny e Frédéric de Lafresnaye, sob o nome científico Nemosia sordida. Sua localidade-tipo é: “Yuracares, Bolívia”.
Dados genéticos indicam que essa espécie é irmã de Thlypopsis inornata.
Segundo as classificações do Congresso Ornitológico Internacional (IOC) e o Clements Checklist/eBird v.2019 são reconhecidas três subespécies, com sua correspondente distribuição geográfica:
- Thlypopsis sordida orinocensis (Friedmann, 1942) – rio Orinoco no centro-leste da Venezuela (sul de Anzoátegui e norte de Bolívar).
- Thlypopsis sordida chrysopis (P. L. Sclater & Salvin, 1880) – extremo sul da Colombia, leste do Equador e do Peru, e oeste do Brasil.
- Thlypopsis sordida sordida (d’Orbigny & Lafresnaye, 1837) – sul e centro do Brasil, leste da Bolívia, Paraguai, e norte da Argentina.

O nome do gênero “Thlypopsis” é composto das palavras gregas “thlupis”: pequeno pássaro desconhecido, talvez um tentilhão ou um rouxinol, e “opsis”: com aparência, que se parece; o nome da espécie “sordida”, tem origem no latim “sordidus”: desalinhado, gasto, sujo.

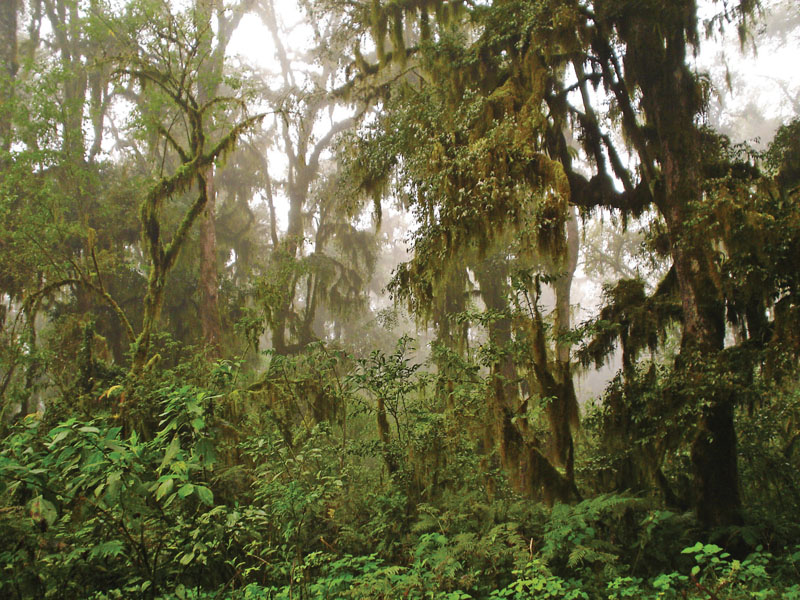
Vegetação de Yungas em Salta, no noroeste de Argentina; um dos habitats nos quais vive o saí-canário.

## Distribuição e habitat
O saí-canário se distribui de forma disjunta ao longo do rio Orinoco no centro da Venezuela, e desde o sul da Colômbia sul a leste do Equador, leste do Peru, norte e leste da Bolívia, quase todo o Brasil (ausente em grande parte da bacia amazônica, exceto ao longo dos alto e médio cursos do Rio Amazonas), Paraguai, e noroeste e nordeste da Argentina, chegando pelo sul até as margens do médio rio Paraná, e ainda raramente mais ao sul, até o delta do Paraná. Ainda não há registros no Uruguai.
Esta espécie é considerada bastante comum em uma variedade de habitats naturais: matas esparsas e de galeria, cerrados, matas ciliares e clareiras adjacentes, principalmente abaixo dos 800 m de altitude, mas atingindo até 1.500 m na Bolívia.